# Presbytère de Saint-Nazaire
Le presbytère de Saint-Nazaire est un établissement patrimonial religieux à Saint-Nazaire construit en 1944.

## Voir plus